# 日テレ系春祭り! おもいッきり昭和でDON!
『日テレ系春祭り! おもいッきり昭和でDON!』（にっテレけいはるまつり おもいッきりしょうわでドン）は、2009年4月29日に日本テレビ系列（テレビ宮崎除く）で放送された、の早朝から午後までのワイド番組(『ズームイン!!SUPER』、『スッキリ!!』、『おもいッきりDON!』)を対象とした企画の総称である。

## 概要

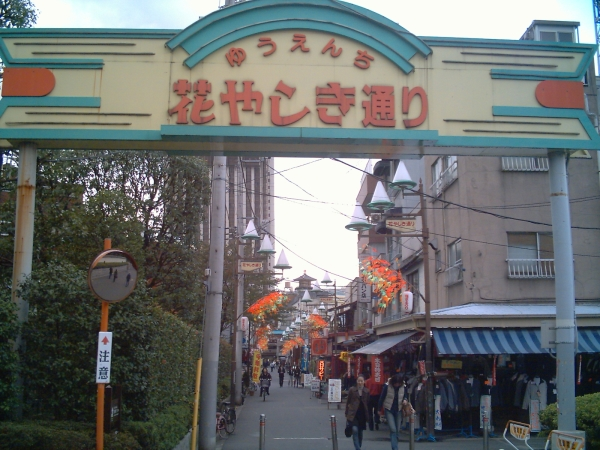
2009年度『日テレ系春祭り』の中継が行われた浅草花やしき（写真は花やしき通り）

2006年秋以降、毎年春・秋の恒例企画の第6弾だが、『おもいッきりDON!』開始後では初の企画。今回は昭和の日を記念して全編を通して「昭和」をテーマに特集が組まれた。3番組を通して浅草花やしきからの中継があったほか、大井川鐵道から昭和の顔であるSL中継が行われた。また、恒例の各番組からのプレゼント企画も行われ、『おもいッきりDON!』内で当選者が発表された。なお、読売テレビ制作の『情報ライブ ミヤネ屋』は対象とならなかった。

## 第1部 ズームイン!!SUPER
『ズームイン!!SUPER』（5:20 - 8:00）
- 出演：羽鳥慎一、西尾由佳理（共に日本テレビアナウンサー） ほか
  - 途中ネット飛び降り：四国放送
  - 途中ネット飛び乗り：札幌テレビ、山口放送
  - ネットなし：テレビ宮崎
  - 尚、テレビ大分はこの番組のみネット。
- 1部・2部のオープニングで企画の内容が発表された。
- 浅草花やしきに羽鳥・西尾が中継に出ているため、スタジオキャスターは、矢島学と古閑陽子（共に日本テレビアナウンサー）が進行した。
- 『スッキリ!!』司会の加藤浩次、テリー伊藤と、番組最後にクロストークがあった。

## 第2部 スッキリ!!
『スッキリ!!』（8:00 - 10:25）
- 出演：加藤浩次、テリー伊藤、葉山エレーヌ（日本テレビアナウンサー） ほか
  - ネットなし
    - テレビ大分、テレビ宮崎（『情報プレゼンター とくダネ!』ネットのため。）
    - 山梨放送、北日本放送、福井放送、四国放送、高知放送（『スーパーモーニング』ネットのため。）
- 番組中盤より浅草から戻ってきた羽鳥、中山らが参加した。

## 第3部 おもいッきりDON!
『おもいッきりDON!』（10:25 - 13:55）
- 出演：中山秀征、上重聡（日本テレビアナウンサー）、夏目三久（日本テレビアナウンサー） ほか
  - ネット局（『おもいッきりDON!1025』）：日本テレビ・中京テレビ・読売テレビ・福岡放送・くまもと県民テレビ
  - 『おもいッきりDON!1155』は全国ネットのためテレビ大分・テレビ宮崎を除く日本テレビ系列局で放送。
- 「オ・シ・え・て♥DON（首領）」・「きょうはDON（どん）な日!?」・「おもいッきりLIVE」などのコーナーが休止。
- 昭和歌謡祭紅白ヒットパレード・SL中継などを中心に放送された。
- 番組の最後にプレゼント企画の当選者発表が行われた。